# 프랑스령 캄보디아
프랑스령 캄보디아(크메르어: ប្រទេសកម្ពុជាក្រោមអាណាព្យាបាលបារាំង; 프랑스어: Protectorat français du Cambodge)는 프랑스 식민제국 내 동남아시아 보호령 집단이었던 프랑스령 인도차이나의 보호령으로 존재했던 캄보디아 왕국을 지칭한다. 이 보호령은 1863년 캄보디아의 노로돔 국왕이 프랑스 보호령 수립을 요청하면서 수립되었으며, 동시에 시암(현 태국)은 캄보디아에 대한 종주권을 포기하고 프랑스령 캄보디아 보호령을 공식적으로 인정했다.
캄보디아는 1887년 라오스와 베트남 (코친차이나, 안남, 통킹)에 있는 프랑스 식민지 및 보호령과 함께 프랑스령 인도차이나 연방에 통합되었다. 1947년 캄보디아는 프랑스 연합 내에서 자치권을 부여받았고 1949년 보호령 지위를 철회했다. 캄보디아는 이후 독립을 획득했다. 독립기념일은 1953년 11월 9일로 기념된다.

## 프랑스 통치의 시작

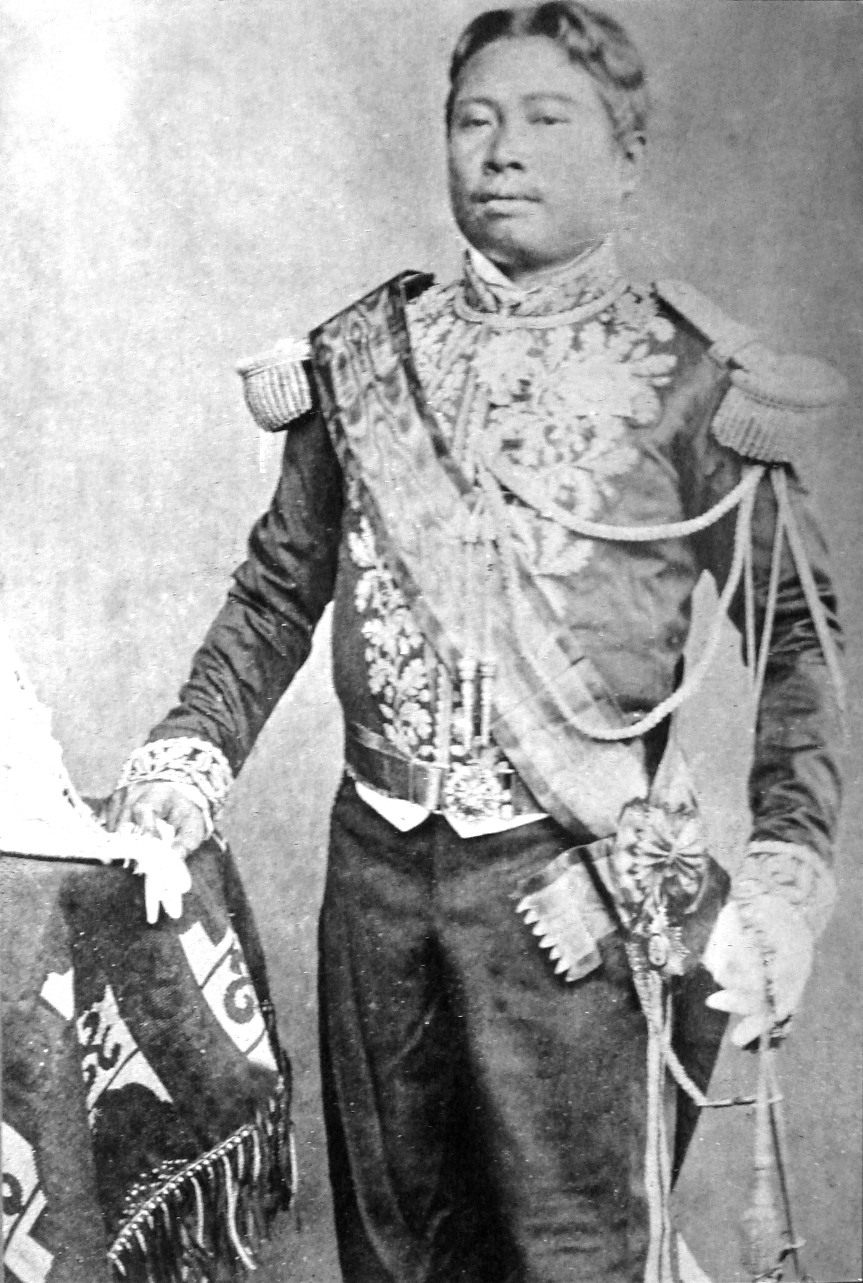
1863년 시암의 압력에서 벗어나기 위해 프랑스에 접근하여 캄보디아를 보호령으로 삼도록 한 군주 노로돔

19세기 동안 캄보디아 왕국은 시암 왕국의 종속국으로 전락했으며, 시암은 앙코르 유적을 포함한 서부 지방을 합병했고 베트남의 응우옌 왕조의 영향력이 국가의 동부를 위협하고 있었다. 1862년 코친차이나(현재의 베트남 남부)에 프랑스 식민지가 수립된 후, 캄보디아의 노로돔 국왕은 그의 왕국에 대한 프랑스 보호령을 요청했다. 당시 코친차이나의 식민지 총독이었던 피에르 폴 드 라 그랑디에르는 베트남 전체에 프랑스 통치를 확대할 계획을 추진하고 있었으며, 캄보디아를 시암과 베트남의 프랑스령 영토 사이의 완충 지대로 보았다.
1863년 8월 11일, 노로돔은 그의 왕국에 대한 프랑스 보호령을 인정하는 조약을 체결했다. 이 조약에 따라 캄보디아 군주제는 유지되었지만, 권력은 주로 프놈펜에 주재하는 총독에게 부여되었다. 프랑스는 또한 캄보디아의 외교 및 무역 관계를 담당하고 군사적 보호를 제공해야 했다. 시암은 프랑스가 바탐방 지방을 캄보디아에 할양하고 태국의 앙코르 유적 통치를 인정하자 보호령을 인정했다.

## 프랑스 식민 통치

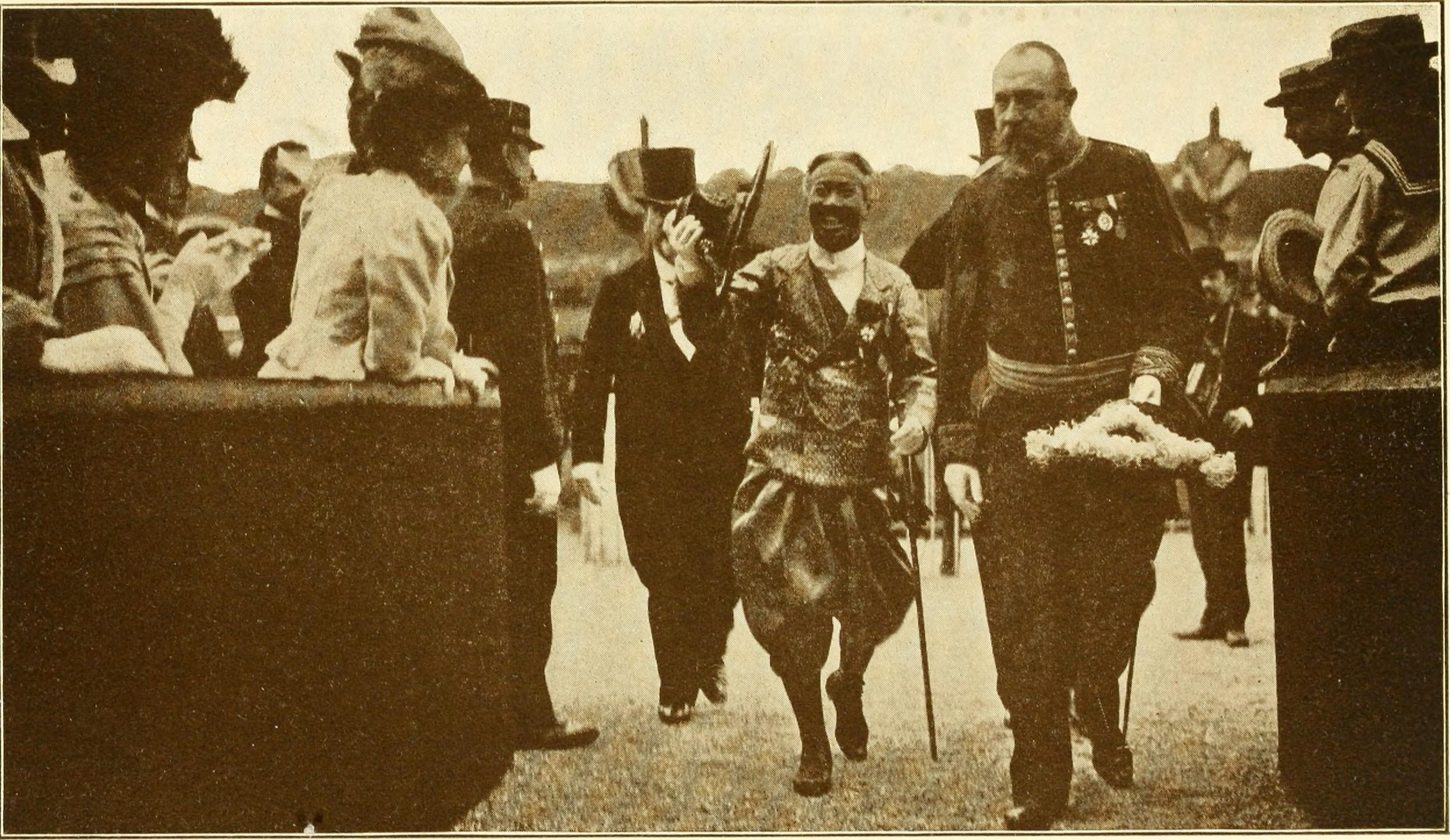
1911년 프랑스 관리들을 환영하는 시소왓 국왕

프랑스령 인도차이나 전체의 총독 관저는 1902년 수도가 하노이로 이전될 때까지 사이공에 위치했다. 프랑스령 인도차이나의 구성 보호령인 캄보디아는 파리의 해군 및 식민지부에서 직접 임명한 캄보디아 주재 최고 상주관(Résident Supérieur)에 의해 통치되었다. 최고 상주관은 다시 바탐방, 푸르사트, 우동, 시엠레아프와 같은 모든 지방 중심지에 파견된 상주관 또는 지방 총독의 도움을 받았다. 수도 프놈펜은 최고 상주관의 직접적인 행정하에 있었다.

### 1885-1887년 반란
프랑스의 캄보디아 통치 초기 수십 년 동안 군주의 권력 축소와 노예 제도 폐지 등 캄보디아 정치에 많은 개혁이 이루어졌다. 1884년 코친차이나의 총독 샤를 앙투안 프랑수아 톰슨은 프놈펜 왕궁에 소규모 병력을 파견하여 군주를 전복시키고 캄보디아에 대한 프랑스의 완전한 통제를 확립하려 시도했다. 이 운동은 프랑스령 인도차이나 총독이 캄보디아인과의 충돌 가능성 때문에 완전한 식민지화를 막았기 때문에 약간의 성공만 거두었으며, 군주의 권력은 상징적인 군주의 수준으로 축소되었다.
1885년, 노로돔의 이복형제이자 왕위 계승권자였던 시 보타는 시암 망명에서 돌아온 후 프랑스 지원을 받는 노로돔을 축출하기 위해 반란을 일으켰다. 노로돔과 프랑스에 반대하는 세력의 지지를 얻은 시 보타는 주로 캄보디아의 정글과 오크냐 끄라라홈 "콩"이 저항을 이끌었던 캄포트 시에 집중된 반란을 이끌었다. 프랑스군은 나중에 캄보디아인들의 무장을 해제하고 상주관을 보호령 내 최고 권력으로 인정한다는 합의 하에 노로돔을 도와 시 보타를 물리쳤다.
오크냐 끄라라홈 "콩"은 노로돔 국왕과 프랑스 관리들과 평화를 논의하기 위해 프놈펜으로 소환되었으나, 프랑스군에 의해 사로잡혀 살해되었고, 이는 공식적으로 반란을 종식시켰다.

### 행정 재편
1896년, 프랑스와 대영 제국은 인도차이나, 특히 시암에 대한 각자의 세력권을 인정하는 협정을 체결했다. 이 협정에 따라 시암은 바탐방 지방을 이제 프랑스의 통제를 받는 캄보디아에 다시 할양해야 했다. 이 협정은 프랑스가 프랑스-시암 전쟁에서 승리한 후 1893년에 추가된 베트남(코친차이나 식민지 및 안남, 통킹 보호령 포함), 캄보디아, 그리고 라오스에 대한 프랑스의 통제권을 인정했으며, 시암 동부에 대한 프랑스의 영향력도 인정했다. 프랑스 정부는 또한 나중에 식민지에 새로운 행정부를 설치하고 동화 정책의 일환으로 현지인들에게 프랑스 문화와 언어를 도입하면서 경제적으로 개발하기 시작했다.
1897년, 당시 통치하던 총독은 파리에 캄보디아의 현 국왕 노로돔이 더 이상 통치할 자격이 없다고 불평하며, 세금을 징수하고, 법령을 발포하고, 심지어 왕실 관리들을 임명하고 왕세자를 선택할 수 있는 왕의 권한을 행사할 수 있도록 허가를 요청했다. 그 때부터 노로돔과 미래의 캄보디아 국왕들은 명목상의 통치자였으며, 캄보디아의 불교 종교의 후원자에 불과했지만, 농민들 사이에서는 여전히 신왕으로 간주되었다. 모든 다른 권력은 총독과 식민지 관료제의 손에 있었다. 이 관료제는 주로 프랑스 관리들로 구성되었으며, 정부에 자유롭게 참여할 수 있었던 유일한 아시아인들은 인도차이나 연방에서 지배적인 아시아인으로 간주되는 비엣족이었다.
1904년, 노로돔 국왕이 사망하자 프랑스는 노로돔의 아들들에게 왕위를 물려주는 대신 노로돔의 형제인 시소왓에게 왕위 계승권을 넘겼다. 시소왓 왕실의 일족은 민족주의적이었지만 노로돔의 일족보다 프랑스에 더 협조적이었다. 마찬가지로 노로돔은 프랑스 통치에 대한 캄보디아의 끊임없는 반란의 책임자로 간주되었다. 또 다른 이유는 노로돔이 왕위 계승자로 원했던 가장 좋아하는 아들 유칸토르 왕자가 유럽 여행 중 프랑스 점령 캄보디아에서의 식민지 잔학 행위에 대한 여론을 선동했기 때문이었다.
프랑스는 1902년과 1904년 시암과의 조약을 통해 보호령 영토를 확장하면서 캄보디아에 프레아 비헤아르주와 참파사크주를 추가하고 각각 바싹강에 대한 완전한 통제권을 부여하여 캄보디아에 대한 통제권을 강화했다. 캄보디아가 스퉁렝주에 대한 역사적 주장을 하기 전인 1904년에 캄보디아가 참파사크를 할양하고 프랑스령 라오스로부터 스퉁렝을 획득하는 교환이 있었다. 이후 바탐방과 시엠레아프 지방에 대한 프랑스와 시암 간의 영토 분쟁은 1904년 프랑스가 트랏주를 우발적으로 합병하는 결과를 낳았다.
프랑스와 시암은 모두 프랑스-시암 조약 (1907년)을 바탕으로 영토 교환에 합의했다. 이로써 프랑스는 18세기 후반까지 캄보디아 영토였던 바탐방과 시엠레아프 지방을 획득했다. 이 지방들의 획득은 인도차이나에서 프랑스의 영토 확장의 마지막 단계가 될 것이었다. 왜냐하면 시암은 나중에 이 지역에서 영국과 협력할 것이었고, 영국은 통제되지 않은 프랑스의 확장과 시암 통제가 인도차이나의 세력 균형을 깨뜨릴 것을 우려했기 때문이었다.

## 프랑스 식민주의 시대의 경제
원래 프랑스의 더 중요한 베트남 식민지와 시암 사이의 완충 지대 역할을 했기 때문에 캄보디아는 처음에는 경제적으로 중요한 지역으로 간주되지 않았다. 식민지 정부의 예산은 원래 주로 캄보디아의 세금 징수에 주요 수입원을 의존했으며, 캄보디아인들은 인도차이나의 프랑스 식민지 중에서 1인당 가장 높은 세금을 납부했다. 프랑스의 캄보디아 통치 초기 몇 년 동안의 빈약하고 때로는 불안정한 행정은 베트남보다 훨씬 낮은 수준의 인프라 및 도시화를 초래했으며, 마을의 전통적인 사회 구조는 여전히 남아 있었다.
그러나 프랑스-시암 전쟁 이후 프랑스 통치가 공고화되면서 캄보디아에서는 개발이 서서히 증가하여 쌀과 후추 작물이 경제 성장을 가능하게 했다. 수출을 촉진하기 위해 특히 바탐방주 (서부)에 토지 양허를 받은 식민지 기업가들에 의해 현대적인 농업 방식이 도입되었다.
프랑스 자동차 산업이 성장하면서 코친차이나와 안남에 이미 있던 것과 같은 고무 플랜테이션이 프랑스 투자자들에 의해 건설되고 운영되었다. 경제 다각화는 1920년대 내내 계속되었으며, 이 시기에는 옥수수와 면화 작물도 재배되었다. 경제 확장과 투자에도 불구하고 캄보디아인들은 여전히 높은 세금을 납부했으며, 1916년에는 세금 감면을 요구하는 시위가 발생했다.
프랑스 통치 하에 기반 시설과 공공 사업도 개발되었고, 캄보디아 영토 내에 도로와 철도가 건설되었다. 특히, 프놈펜과 태국 국경의 바탐방을 연결하는 철도가 있었다.
산업은 나중에 발전했지만 주로 현지 사용 또는 수출을 위한 원자재를 가공하도록 설계되었다. 인근 영국령 버마와 영국령 말라야와 마찬가지로, 중요한 경제 직책에서 캄보디아인에 대한 프랑스의 차별 때문에 외국인들이 경제 노동력을 지배했다. 많은 베트남인들이 고무 농장에서 일하기 위해 모집되었고, 나중에 이민자들은 어부와 사업가로서 식민지 경제에서 중요한 역할을 했다. 캄보디아의 중국인들은 계속해서 상업에 주로 관여했지만, 더 높은 직책은 프랑스인에게 주어졌다.

## 크메르 민족주의의 부상
베트남과는 달리 캄보디아 민족주의는 프랑스 통치 기간 내내 비교적 조용했다. 이는 교육의 영향이 적어 문맹률이 낮게 유지되었고 베트남에서 발생하는 것과 같은 민족주의 운동을 방해했기 때문이었다. 그러나 프랑스 교육을 받은 캄보디아 엘리트들 사이에서는 서구의 민주주의와 자치 사상뿐만 아니라 앙코르 와트와 같은 기념물에 대한 프랑스의 복원이 캄보디아의 과거 강력했던 지위에 대한 자긍심과 인식을 불러일으켰다.
교육 분야에서도 캄보디아 학생들이 소수 베트남인들이 더 우월한 지위를 차지하는 것에 대한 불만이 커졌다. 1936년, 손 응옥 탄과 파흐 쪼우엔은 《나가라바타》(우리의 도시)를 프랑스어로 된 반식민주의적이고 때로는 반베트남적인 신문으로 발행하기 시작했다. 작은 독립 운동, 특히 크메르 이사락은 1940년대 태국의 캄보디아인들 사이에서 발생하기 시작했는데, 이는 그들의 행동이 고국에서 활동했다면 처벌로 이어질까봐 두려워했기 때문이었다.

## 캄보디아의 제2차 세계 대전

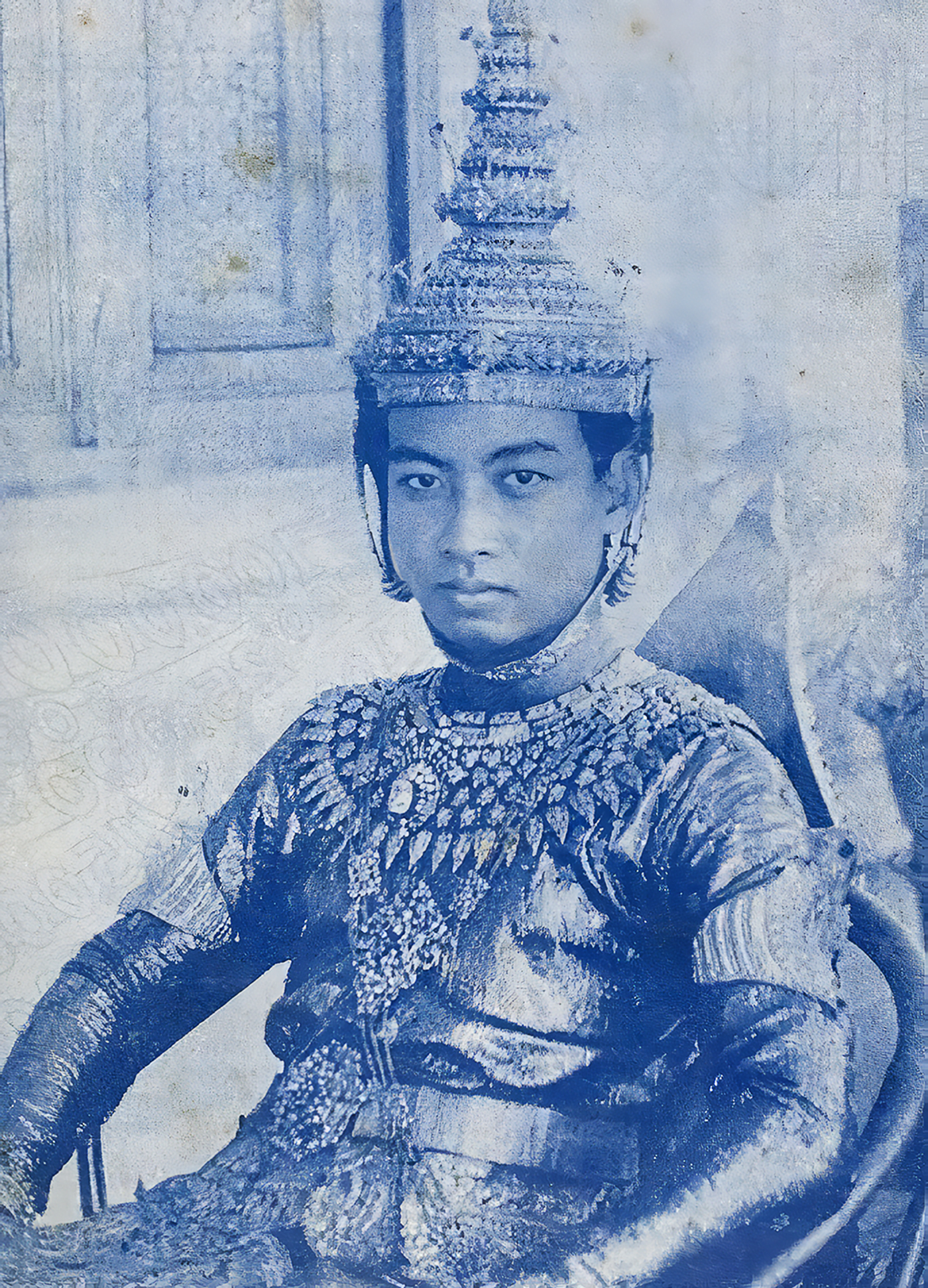
1941년 노로돔 시아누크의 대관식

1940년 프랑스 공방전 이후, 캄보디아와 프랑스령 인도차이나의 나머지 지역은 추축국의 괴뢰 정부인 비시 프랑스에 의해 통치되었고, 일본 제국의 프랑스령 인도차이나 침공에도 불구하고 일본은 프랑스 식민지 관료들이 일본의 감독 하에 식민지에 남아 있도록 허용했다. 1940년 12월, 프랑스-태국 전쟁이 발발했고, 일본의 지원을 받는 태국군에 대한 프랑스의 저항에도 불구하고, 일본은 프랑스 당국에게 바탐방, 시소폰, 시엠레아프 (시엠레아프 마을 제외) 및 프레아 비헤아르 지방을 태국에 할양하도록 강요했다.

1942년의 일본 제국

일본의 "아시아인의 아시아"라는 구호는 캄보디아 민족주의자들 사이에서 호응을 얻었지만, 인도차이나에 대한 도쿄의 정책은 식민지 정부가 명목상으로 통치를 맡도록 하는 것이었다. 1942년 7월 저명하고 정치적으로 활동적인 불교 승려 헴 치우가 프랑스 당국에 의해 체포되고 무자비하게 환속당하자, 나가라바타의 편집자들은 그의 석방을 요구하는 시위를 주도했다. 그들과 다른 민족주의자들은 일본이 그들을 지지할 의지를 과대평가한 것으로 보였는데, 비시 당국은 신속하게 시위자들을 체포하고 나가라바타 편집자 중 한 명인 파흐 쪼우엔에게 종신형을 선고했다. 다른 편집자인 손 응옥 탄은 프놈펜에서 도쿄로 탈출했다.
아시아의 유럽 식민지 문제는 전쟁 중 빅 쓰리의 연합군 지도자들, 즉 프랭클린 D. 루스벨트, 스탈린, 윈스턴 처칠이 카이로 회담, 테헤란 회담, 얄타 회담의 세 정상 회담에서 논의된 주제 중 하나였다. 가장 큰 식민지인 인도에 관해서 루스벨트는 전쟁이 끝날 때까지 독립을 선언할 것을 강력히 주장했지만, 처칠은 완강히 반대했다.
아시아의 비영국 식민지와 관련하여 루스벨트와 스탈린은 테헤란에서 프랑스와 네덜란드가 전쟁 후 아시아로 돌아오지 않을 것이라고 결정했다. 루스벨트의 갑작스러운 사망 이후, 루스벨트가 예상했던 것과는 매우 다른 상황이 전개되었다. 영국은 아시아에서 프랑스와 네덜란드의 통치 복귀를 지지했고, 이를 위해 영국 지휘 하의 인도군 병력을 파견했다.
전쟁 마지막 달에 지역적 지지를 얻기 위한 노력으로, 일본은 1945년 3월 9일 프랑스 식민지 행정부를 해산하고 캄보디아가 대동아공영권 내에서 독립을 선언하도록 촉구했다. 나흘 후, 시아누크 국왕은 독립 캄푸치아(캄보디아의 원래 크메르어 발음)를 선포했다. 손 응옥 탄은 5월에 도쿄에서 돌아와 외무장관으로 임명되었다.
1945년 8월 15일, 일본이 항복한 날, 손 응옥 탄이 총리 대행을 맡는 새 정부가 수립되었다. 연합군이 10월에 프놈펜을 점령하자, 탄은 일본과의 협력 혐의로 체포되어 프랑스로 망명하여 가택 연금 상태에 놓였다. 그의 지지자들 중 일부는 여전히 태국의 통제하에 있던 캄보디아 북서부로 가서 크메르 이사락 운동의 한 파벌로 뭉쳤다.

## 크메르 통일을 위한 투쟁
전쟁이 끝난 캄보디아의 상황은 혼란스러웠다. 샤를 드골 장군 휘하의 자유 프랑스는 인도차이나를 회복하기로 결심했지만, 캄보디아와 다른 인도차이나 보호령에 조심스럽게 제한된 자치권을 제공했다. 그들은 "문명화 사명"을 가지고 있다고 확신하며, 프랑스 문화의 공통 경험을 공유하는 옛 식민지들의 프랑스 연합 참여를 구상했다. 그러나 도시 전문 엘리트나 일반 대중 모두 이러한 협정에 매력을 느끼지 못했다. 거의 모든 계층의 캄보디아인들에게 1945년 3월부터 10월까지의 짧은 독립 기간은 즐거웠다. 크메르인들의 나태함은 과거의 일이었다.
프놈펜에서 국가 원수 역할을 한 시아누크는 프랑스와 완전한 독립을 협상하는 동시에 자신을 프랑스의 협력자로 여기는 정당 정치인들과 크메르 이사락, 베트민 지지자들을 중립화시키려는 미묘한 입장에 놓였다. 1946년부터 1953년까지의 격동의 시기에 시아누크는 1970년 3월 실각 전후로 자신을 지탱해 준 놀라운 정치적 생존 능력을 보여주었다. 크메르 이사락은 국경 지역에서 활동하는 매우 이질적인 유격전 운동이었다.
이 집단에는 원주민 좌익, 베트남 좌익, 반왕정 민족주의자 (크메르 세레이), 손 응옥 탄에게 충성하는 이들, 그리고 혼란을 틈타 마을 사람들을 위협하는 단순한 도적들이 포함되었다. 전후 즉시 기간 동안 이들의 운세는 오르내렸지만(주요 타격은 1947년 방콕에서 좌익 친화적인 정부가 전복된 것이었다), 1954년까지 베트민과 함께 활동하는 크메르 이사락은 일부 추정치에 따르면 캄보디아 영토의 50%까지 통제했다.
1946년, 프랑스는 캄보디아인들이 정당을 구성하고 국가 헌법 초안 작성을 왕에게 자문할 자문 의회 선거를 치르는 것을 허용했다. 두 주요 정당은 모두 왕자들이 이끌었다. 민주당은 시소왓 유테봉 왕자가 이끌었으며, 즉각적인 독립, 민주 개혁, 의회 정부를 지지했다. 그 지지자들은 교사, 공무원, 정치적으로 활동적인 불교 성직자 구성원, 그리고 프랑스에 의해 1942년에 폐쇄되기 전 나가라바타의 민족주의적 호소에 큰 영향을 받은 다른 사람들이었다.
많은 민주당원들은 크메르 이사락의 폭력적인 방법에 동조했다. 노로돔 노린데트 왕자가 이끄는 자유당은 대지주를 포함한 옛 농촌 엘리트들의 이익을 대변했다. 그들은 프랑스와의 식민 관계를 어떤 형태로든 계속 유지하는 것을 선호했으며, 점진적인 민주 개혁을 주장했다. 1946년 9월에 실시된 자문 의회 선거에서 민주당은 67석 중 50석을 얻었다.
의회에서 확고한 다수를 확보한 민주당은 프랑스 제4공화국의 헌법을 모델로 삼아 헌법을 초안했다. 권력은 국민이 선출한 국회에 집중되었다. 국왕은 1947년 5월 6일 새 헌법을 마지못해 공포했다. 이 헌법은 그를 "국가의 정신적 수장"으로 인정했지만, 그를 입헌 군주의 지위로 격하시켰고, 그가 국가 정치에서 적극적인 역할을 할 수 있는 범위는 불분명하게 남겼다. 그러나 시아누크는 나중에 이 모호함을 자신의 이점으로 활용할 것이다.
1947년 12월 국회 선거에서 민주당은 다시 큰 다수를 차지했다. 그럼에도 불구하고 당 내 분열은 만연했다. 창립자인 시소왓 유테봉이 사망했고 그를 계승할 명확한 지도자가 나타나지 않았다. 1948년부터 1949년까지 민주당은 국왕이나 그가 임명한 사람들에 의해 후원되는 법안에 반대하는 데만 단합된 것처럼 보였다. 주요 쟁점은 1948년 말 프랑스가 제시한 조약 초안에서 제안된 프랑스 연합 내에서의 독립에 대한 국왕의 수용성이었다. 1949년 9월 국회가 해산된 후, 시아누크 국왕과 프랑스 정부 간의 서한 교환을 통해 협정에 합의가 이루어졌다. 이 협정은 두 달 후에 발효되었지만, 국회의 조약 비준은 결코 확보되지 않았다.
이 조약은 캄보디아에 시아누크가 "50% 독립"이라고 부른 것을 부여했다. 즉, 식민 관계가 공식적으로 종료되었고, 캄보디아인들은 대부분의 행정 기능을 통제하게 되었다. 캄보디아군은 제2차 세계 대전 이후 태국으로부터 회복되었지만, 프랑스는 다른 곳에서 어려움을 겪고 있어 통제할 자원이 없었던 바탐방 및 시엠레아프 지방을 포함하는 자치 군사 지역 내에서 행동의 자유를 부여받았다. 그러나 캄보디아는 프랑스 연합 고등 평의회와 외교 정책 문제를 조정해야 했으며, 프랑스는 사법 제도, 재정, 관세에 대한 상당한 통제권을 유지했다.
자치 지역 밖에서의 전시 군사 작전 통제는 프랑스의 손에 남아 있었다. 프랑스는 또한 캄보디아 영토에 군사 기지를 유지하는 것이 허용되었다. 1950년 캄보디아는 미국과 대부분의 비공산주의 국가들로부터 외교적 인정을 받았지만, 아시아에서는 태국과 대한민국만이 인정을 연장했다.
민주당은 1951년 9월 제2차 국회 선거에서 다수를 차지했고, 거의 모든 면에서 국왕에 반대하는 정책을 계속했다. 더 큰 대중적 지지를 얻기 위해 시아누크는 프랑스에 민족주의자 손 응옥 탄을 망명에서 풀어주고 고국으로 돌아오도록 허용해 달라고 요청했다. 그는 1951년 10월 29일 프놈펜에 의기양양하게 입성했다. 그러나 그는 얼마 지나지 않아 캄보디아에서 프랑스군 철수를 요구하기 시작했다.
그는 1952년 초 자신이 창간한 주간 신문 《크메르 크록》(크메르 깨어나다!)에서 이러한 요구를 반복했다. 이 신문은 3월에 발행을 중단해야 했고, 손 응옥 탄은 몇몇 무장 추종자들과 함께 수도를 떠나 크메르 이사락에 합류했다. 시아누크에 의해 번갈아 공산주의자이자 미국 중앙정보국 (CIA) 요원으로 낙인찍힌 그는 론 놀이 1970년 크메르 공화국을 수립할 때까지 망명 상태에 머물렀다.

## 독립 운동
1952년 6월, 시아누크는 내각 해산을 발표하고 헌법을 정지했으며, 총리로서 정부를 장악했다. 그리고 명확한 헌법적 승인 없이 국회를 해산하고 1953년 1월 계엄령을 선포했다. 시아누크는 1952년 6월부터 1955년 2월까지 거의 3년 동안 직접 통치했다. 의회 해산 후, 그는 입법부를 대체할 자문 위원회를 만들고 그의 아버지 노로돔 수라마리트를 섭정으로 임명했다.
1953년 3월, 시아누크는 프랑스로 갔다. 표면적으로는 건강상의 이유로 여행 중이었지만, 실제로는 프랑스 정부에 완전한 독립을 부여하도록 설득하기 위한 집중적인 캠페인을 벌이고 있었다. 당시 캄보디아의 여론은 그가 신속하게 완전한 독립을 달성하지 못하면 사람들이 그 목표를 달성하는 데 전념하는 손 응옥 탄과 크메르 이사락으로 돌아설 가능성이 높았다. 프랑스 대통령과 다른 고위 관리들과의 회의에서 시아누크는 국내 정치 상황에 대해 지나치게 "선동적"이라는 제안을 받았다. 프랑스도 그가 계속 비협조적이라면 그를 교체할 수도 있다는 노골적인 위협을 가했다. 이 여행은 실패로 보였지만, 미국, 캐나다, 일본을 거쳐 귀국하는 길에 시아누크는 언론에 캄보디아의 곤경을 알렸다.
자신의 "왕실 독립 십자군"을 더욱 극적으로 만들기 위해 시아누크는 프랑스가 완전한 독립을 보장할 때까지 돌아오지 않겠다고 선언했다. 그는 6월에 프놈펜을 떠나 태국으로 자진 망명했다. 방콕에서 환영받지 못하자, 그는 시엠레아프 지방 앙코르 유적 근처에 있는 그의 왕실 별장으로 거처를 옮겼다. 1949년에 설립된 자치 군사 지역의 일부였던 시엠레아프는 론 놀 중령의 지휘를 받았는데, 그는 이전에 우익 정치인이었으며 점차 군부 내에서 두각을 나타냈고, 결국 시아누크의 필수적인 동맹이 되었다. 시엠레아프 기지에서 국왕과 론 놀은 프랑스가 그들의 요구를 들어주지 않을 경우 저항할 계획을 구상했다.
시아누크는 큰 도박을 벌이고 있었는데, 프랑스는 그를 더 유순한 군주로 쉽게 교체할 수 있었기 때문이었다. 그러나 인도차이나 전역의 군사 상황은 악화되고 있었고, 프랑스 정부는 1953년 7월 3일 캄보디아, 베트남, 라오스 세 국가에 완전한 독립을 부여할 준비가 되어 있다고 선언했다. 시아누크는 국방, 경찰, 사법, 재정 문제에 대한 완전한 통제를 포함한 자신의 조건을 고집했다.
프랑스는 양보했다. 8월 말에 경찰과 사법권이 캄보디아의 통제로 넘어갔고, 10월에는 캄보디아가 군사에 대한 완전한 지휘권을 가졌다. 이제 국민의 영웅이 된 시아누크 국왕은 의기양양하게 프놈펜으로 돌아왔고, 1953년 11월 9일 독립기념일이 거행되었다. 재정 및 예산 문제와 같은 주권에 영향을 미치는 잔여 사항에 대한 통제는 1954년에 새로운 캄보디아 국가로 넘어갔다.

## 더 읽어보기
- Low, Sally (Spring 2016). 《Les Tribunaux Résidentiels: Disputed Jurisdictions in the Protectorate of Cambodia》. 《프랑스 식민지 역사》 16 (미시간 주립 대학교 출판부). 73–102쪽. doi:10.14321/frencolohist.16.1.0073. JSTOR 10.14321/frencolohist.16.1.0073. S2CID 151758906.